# Saburō Kurusu
Saburō Kurusu (来栖 三郎 Kurusu Saburō?,  6 de marzo de 1886 – 7 de abril de 1954) fue un diplomático japonés recordado por haber sido el enviado especial a Washington del gobierno del Imperio de Japón que, en noviembre de 1941; intentó alcanzar un acuerdo con Estados Unidos que evitara la guerra, mientras Japón preparaba secretamente el ataque a Pearl Harbor, hecho que Kurusu desconocía.
Kurusu fue el firmante como embajador japonés en Berlín del Pacto Tripartito, aunque se oponía rotundamente al mismo, que selló el 27 de septiembre de 1940 la alianza del Imperio de Japón con la Alemania nazi y con la Italia fascista. Al igual que el embajador Kichisaburo Nomura, al finalizar la Segunda Guerra Mundial, no fue procesado por el Tribunal de Tokio. Se dedicó a dar clases en la Universidad de Tokio y vivió en el campo con su esposa estadounidense a quien había conocido y se había casado con ella durante los seis años (1914-1920) en que estuvo destinado como cónsul japonés en Chicago.

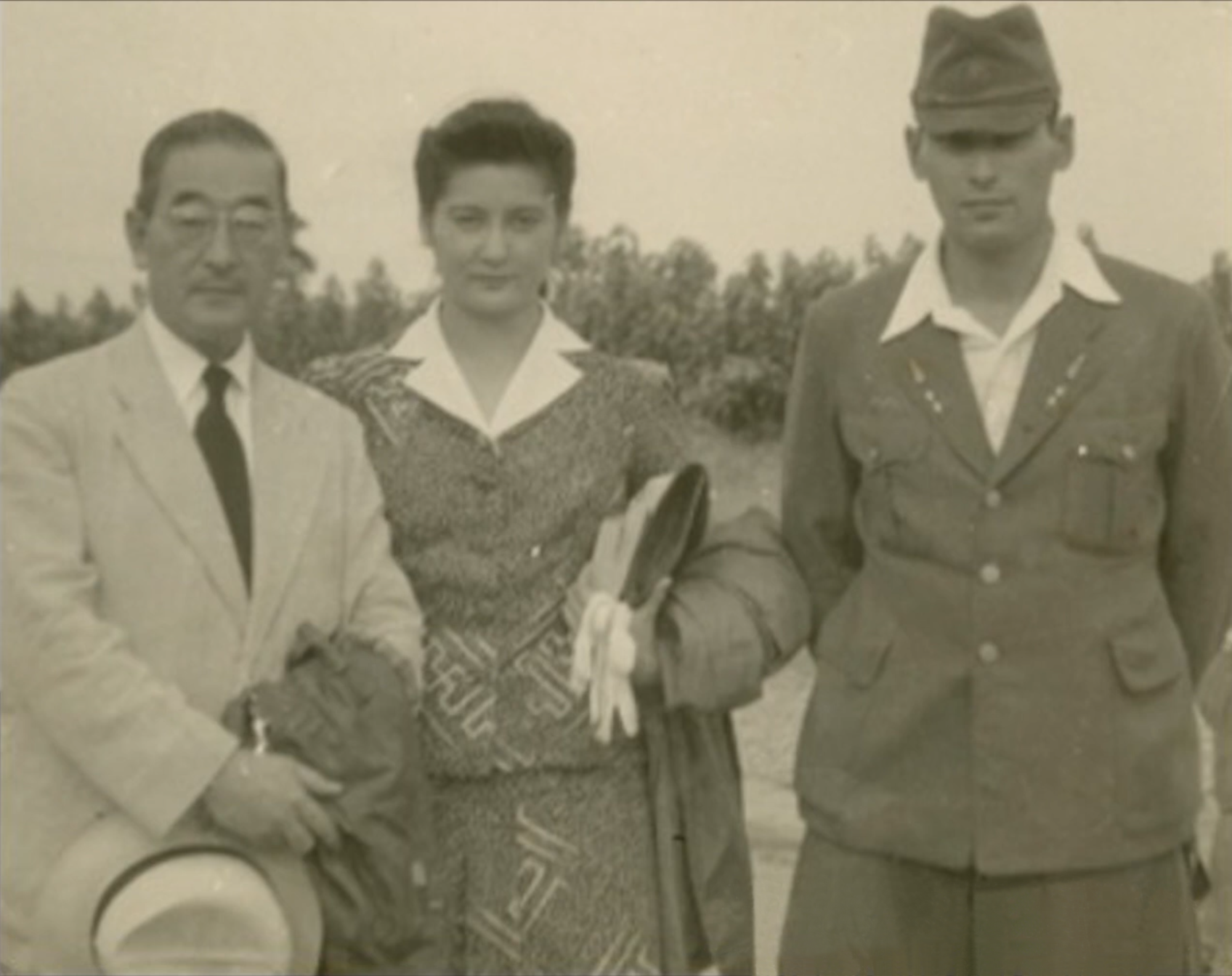
Saburo con su esposa Alice y su hijo Ryo (c1941)

## Misión en Washington (15 de noviembre -7 de diciembre de 1941)

### El objetivo de la misión

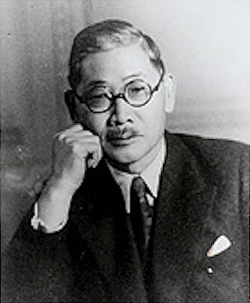
Shigenori Togo, ministro de Asuntos Exteriores de Japón desde julio de 1941.

El 1 de noviembre de 1940, la conferencia de enlace decidió fijar el 30 de noviembre como fecha límite para llegar a un acuerdo con Estados Unidos, pasada la cual se desencadenarían las ofensivas que los Estados Mayores del Ejército y de la Armada imperiales tenían preparadas, y que incluían el ataque a Pearl Harbor previsto para el lunes 8 de diciembre (domingo 7 de diciembre en Hawái y Estados Unidos). El 3 de noviembre el ministro de Asuntos Exteriores Shigenori Togo le encargó a Surusu, que estaba casi retirado y que era contrario a la guerra, que fuera a Washington con la misión de llevar las negociaciones con el gobierno estadounidense. La explicación oficial que se dio fue el deficiente inglés del embajador japonés en Estados Unidos, el almirante Kichisaburo Nomura, pero en realidad Togo había decidido confiar la difícil misión de alcanzar un acuerdo con Estados Unidos antes de las cero horas del 1 de diciembre a un diplomático experimentado, y por eso envió a Surusu. Posiblemente también influyó en su elección que era pro anglo-estadounidense, pues estaba casado con una mujer estadounidense de padres británicos.
Togo le informó de las condiciones del posible acuerdo con Estados Unidos pactadas en la conferencia de enlace del día 1 de noviembre: un Plan A, en el que no se hacía ninguna concesión importante, y un Plan B que sólo debería plantearse como último recurso y que incluía la retirada de las tropas japonesas del sur de la Indochina francesa ocupada a finales julio y que había provocado las duras sanciones económicas estadounidenses, que incluían el embargo de petróleo estadounidense que suponía cerca del 90% del que consumía Japón. Antes de partir, Kurusu se entrevistó con el primer ministro japonés, el general Hideki Tojo, quien le dijo: «Haga todo lo posible y regrese con un acuerdo».

### Las negociaciones con el secretario de Estado Hull

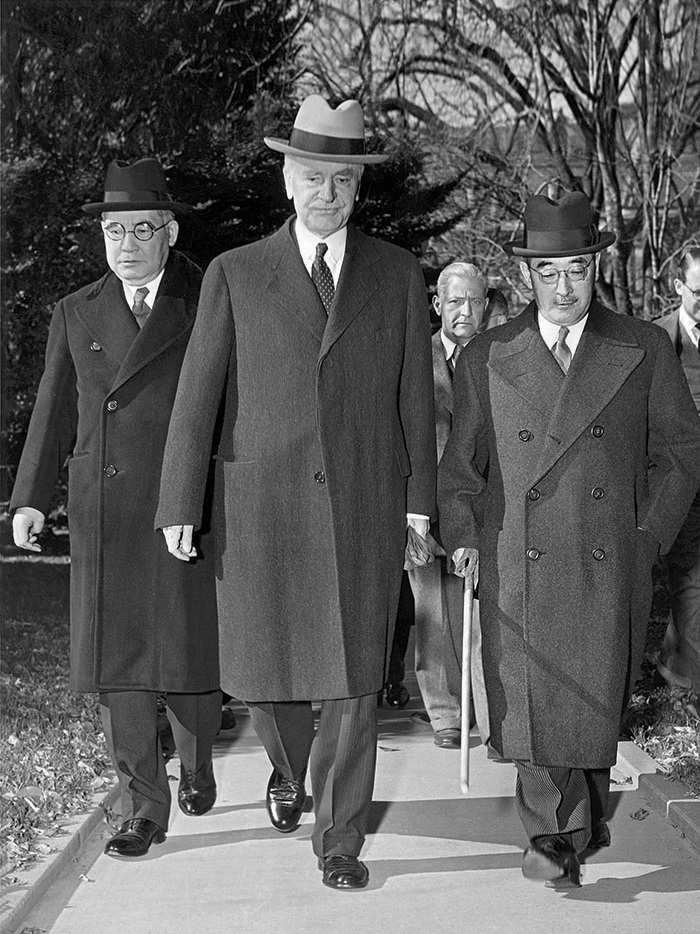
Nomura (izquierda) y Kurusu (derecha) con el secretario de Estado Hull.

Kurusu salió de Japón el 7 de noviembre, el mismo día en que el embajador Nomura presentaba al secretario de Estado Cordell Hull el Plan A, que Togo le había enviado desde Tokio. Cuando Kurusu llegó a Washington sólo una semana después, gracias a los buenos oficios del embajador estadounidense en Japón Joseph Grew que le proporcionó un pasaje en un vuelo transpacífico, aún no se habían iniciado las negociaciones formales —Hull le había dicho a Nomura que antes era necesario efectuar «conversaciones exploratorias»—.
El 17 de noviembre, dos días después de su llegada, Kurusu se entrevistó con Roosevelt en el Despacho Oval, reunión en la que también estuvieron presentes el embajador Nomura y el secretario de Estado Hull. Kurusu le pidió al presidente que viera la situación desde «la perspectiva japonesa», a lo que Roosevelt le contestó: «Entre amigos nunca está dicha la última palabra», frase que le impresionó. Sin embargo, no se avanzó nada en los temas cruciales. En el memorándum que escribió Hull sobre la reunión anotó: «respecto a los tres principales puntos que separan a nuestros dos países [la igualdad de oportunidades comerciales, la retirada de China y el Pacto Tripartito]… no se hizo esfuerzo alguno por resolver esas cuestiones».
Al día siguiente, 18 de noviembre, Kurusu y Nomura se reunieron con Hull, quien reiteró que mientras Japón siguiera ligado al Pacto Tripartito no sabía si «podría hacerse algo para alcanzar un acuerdo satisfactorio con Japón». Entonces fue cuando inesperadamente el embajador Nomura pasó directamente al Plan B y sugirió la retirada de las tropas japonesas del sur de la Indochina francesa, de forma que los dos países pudieran «[volver] al estatus existente antes de esa fecha en julio… antes de que [Estados Unidos] pusiera en vigor las medidas de congelación». Pero a Hull no le pareció suficiente y dijo que el embargo no sería levantado hasta que los japoneses hubieran «tomado definitivamente un rumbo pacífico y renunciado a los planes de conquista». Nomura insistió y entonces Hull dijo que consultaría la nueva propuesta japonesa con los británicos y con los holandeses.
Kurusu y Nomura enviaron un mensaje optimista a Tokio sobre la marcha de las conversaciones, pero el 20 de noviembre recibieron un duro telegrama del ministro Togo que estaba furioso porque antes de haber explorado todas las posibilidades del Plan A hubieran pasado al Plan B y sobre todo porque hubieran presentado la retirada de las tropas del sur de Indochina como una propuesta aislada. Así que les ordenó que presentaran una versión del Plan B que además de la retirada de las tropas, que aparecía en quinto y último lugar, incluía otros cuatro puntos: 1) el compromiso de Japón de no ir más allá de Indochina en sus avances militares; 2) la cooperación para la obtención de los recursos de las Indias Orientales Neerlandesas; 3) el levantamiento del embargo de petróleo y de la congelación de los activos japoneses en Estados Unidos; 4) el compromiso de Estados Unidos de que no intervendría en la paz chino-japonesa que pusiera fin a la guerra que mantenían desde 1937. Togo concluía diciendo: «Si no podemos obtener la aprobación estadounidense para este plan, simplemente tendremos que aceptar la posibilidad de que las conversaciones hayan fracasado».
El Plan B completo fue entregado al secretario Hull el mismo día 20 de noviembre, pero al día siguiente Kurusu, agobiado porque se agotaba el tiempo, tomó una iniciativa por su cuenta y se entrevistó con Hull para presentarle una nota personal en la que le decía que si Estados Unidos entraba en guerra en Europa Japón actuaría de forma independiente respecto de sus socios del Pacto Tripartito. En la nota personal Kurusu mencionaba el artículo III del Pacto que, según él, permitía a Japón «interpretar sus obligaciones con libertad e independencia». Pero Hull, según anotó en el memorándum de la reunión, no consideró que lo que decía la nota «fuera a ser de especial utilidad» y la descartó.
El 23 de noviembre volvieron a reunirse Kurusu y Nomura con Hull, pero este no les dio ninguna respuesta concreta sobre el Plan B, aunque dijo que prefería el planteamiento de Nomura de centrarse en un solo objetivo, y siguió mostrando su desconfianza sobre las intenciones pacíficas de Japón, aludiendo, por ejemplo, al tono belicista de la prensa japonesa.

### La ruptura de las conversaciones: la «Nota Hull»

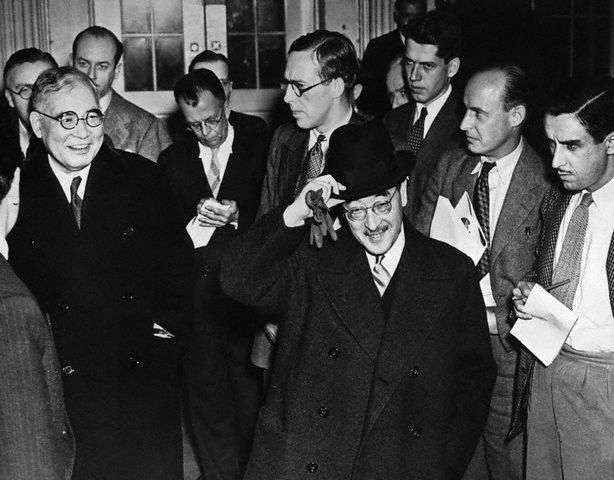
Nomura (izquierda) y Kurusu (derecha) a la salida de su entrevista con el presidente Roosevelt el 27 de noviembre.

La respuesta definitiva del gobierno estadounidense fue entregada a Kurusu y a Nomura a última hora de la tarde del 26 de noviembre por el secretario Hull y era extremadamente dura. Se trataba de un documento —que sería más conocido como la Nota Hull— en el que se exponían las condiciones que Estados Unidos exigía para alcanzar el acuerdo: la retirada de las tropas japonesas de Indochina y de China; el reconocimiento del gobierno de Chiang Kai-shek con sede en Chongqing como único gobierno legítimo de China —lo que implicaba que Japón retirara el apoyo al gobierno títere de Wang Jingwei—; la renuncia a los derechos de extraterritorialidad en China y a las ventajas y derechos derivados del Protocolo Bóxer de 1901; el reconocimiento de la libertad de comercio y de la igualdad de oportunidades como los principios que debían regir las relaciones económicas en Asia.
Kurusu y Nomura tras leer el documento intentaron que Hull rebajara alguna de las demandas pero éste se negó en redondo, a pesar de que, como reconoció más tarde, «no pensábamos seriamente que Japón aceptaría nuestra propuesta». Entonces pidieron entrevistarse con el presidente y la reunión tuvo lugar al día siguiente. Roosevelt les dijo que no pensaba introducir ninguna modificación en la Nota Hull y lo justificó diciendo lo siguiente: «Mientras el elemento contrario a la paz que controla el gobierno no se decida definitivamente a actuar y a manifestarse en una dirección pacífica, no habrá conversaciones que puedan llevar a algún sitio, como se ha demostrado de forma palmaria».
La Nota Hull llegó al gobierno japonés a mediodía del 27 de noviembre, casi un día después de que la flota que iba a atacar Pearl Harbor hubiera zarpado en secreto desde las islas Kuriles, al norte de Japón. A pesar de que la nota no contenía una fecha límite para ser contestada, el gobierno y los Estados Mayores del Ejército y de la Armada la entendieron como un ultimátum y todos ellos volvieron a recurrir a la teoría del «cerco ABCD» para acusar a Estados Unidos de ser el agresor.

### El ataque a Pearl Harbor y la declaración de guerra
Considerando que el factor sorpresa era esencial en el éxito de la operación, el gobierno japonés y el Alto Mando decidieron que Kurusu y Nomura presentaran la ruptura de relaciones con Estados Unidos sólo media hora antes del inicio del ataque a Pearl Harbor (previsto para las 8:00 horas del 7 de diciembre en las islas Hawái; las 13:30 del mismo día en Washington) y para asegurar el secreto no les informaron de la decisión de entrar en guerra contra Estados Unidos. Cuando Kurusu se enteró meses después de que la guerra ya estaba decidida cuando el gobierno japonés el día 3 de diciembre les había indicado a él y a Nomura que siguieran con sus gestiones diplomáticas, consideró este hecho como una táctica deliberada de engañar y confundir al adversario, lo mismo que pensaron los estadounidenses. De hecho durante ese tiempo consiguieron que el presidente Roosevelt le enviara una carta personal de paz al emperador, pero ésta fue retenida por orden del Estado Mayor del Ejército por lo que Hirohito la recibió sólo media hora antes de que se iniciara el ataque a Pearl Harbor.
El gobierno japonés envió a Kurusu y a Nomura el comunicado de la ruptura de las negociaciones sólo unas horas antes del ataque. Debían entregarlo a las 13:00 horas (horario de Washington; 7:30 horas, horario de Hawái) pero la embajada japonesa tuvo problemas con el descifrado y el mecanografiado del documento por lo que lo presentaron a Hull a las 2:20 horas, cuando hacía casi una hora que el ataque a Pearl Harbor había comenzado —lo que Kurusu y Nomura desconocían porque tampoco habían sido informados sobre la operación—. Cuando le entregaron el documento a Hull notaron que éste estaba furioso. No podían saber que tanto Hull como el presidente Roosevelt conocían el contenido del documento desde las 10 de la mañana ya que los servicios de inteligencia lo habían interceptado y descifrado antes que la embajada japonesa lo hubiera hecho. Además hacía pocos minutos que le habían informado de que la base de Pearl Harbor estaba siendo atacada por aviones japoneses. Así que Hull tras leer unas páginas del documento les dijo:

En mis cincuenta años de servicio público no he visto un documento más plagado de falsedades y distorisiones: infames falsedades y distorsiones a una escala tan monumental que nunca imaginé hasta hoy que algún gobierno del planeta fuera capaz de manifestarlas.

Los dos representantes japoneses regresaron confusos a su embajada, donde encontraron a la entrada una multitud que los increpaba. Fue entonces cuando supieron que Japón había atacado a Estados Unidos por sorpresa y sin haber declarado la guerra.

## Regreso a Japón
Kurusu y Nomura, junto con otros ciudadanos japoneses, permanecieron recluidos en un campo de detención varios meses a la espera de ser deportados. El 18 de junio de 1942 fueron embarcados en Nueva York con destino al puerto de Lourenço Marques en la colonia portuguesa de Mozambique, donde el 22 de julio se produjo el intercambio por los diplomáticos y ciudadanos estadounidenses, encabezados por el embajador Joseph Grew, que habían sido llevados allí en barco desde Japón. Kurusu y Nomura llegaron a Japón el 20 de agosto, donde fueron recibidos como héroes nacionales, que habían hecho frente a la prepotencia estadounidense.